# Werner Hadeler
Werner Hadeler (* 3. März 1893 in Oldenburg (Oldb); † 17. März 1977 ebenda) war ein deutscher Verwaltungsjurist und Syndikus der Oldenburgischen Industrie- und Handelskammer.

## Leben
Der Sohn des Bremsers Eilert Hadeler und dessen Frau Johanne geb. Blohm machte 1913 Abitur und studierte bis zu seiner Meldung als Kriegsfreiwilliger in Heidelberg und München Volkswirtschaftslehre und Jura. Als Teilnehmer des Ersten Weltkrieges wurde er im Herbst 1915 schwer verwundet und schied daraufhin aus dem Heeresdienst aus. Nach seiner Genesung setzte sein Studium in Berlin und Heidelberg fort. Im Anschluss an die Promotion im Februar 1917 trat Hadeler am 1. März 1917 als wissenschaftlicher Hilfsarbeiter in die Oldenburgische Industrie- und Handelskammer ein, wurde 1921 als stellvertretender 1. Syndikus angestellt und am 24. März 1933 zum 1. Syndikus ernannt.
In den ersten Jahren seiner Tätigkeit widmete sich Hadeler den Aufgaben des Deutschen Nautischen Vereins, dessen Geschäftsführung mit der Kammer verbunden war, und setzte sich dann mit Erfolg im Küstenkanal-Verein für den Bau dieser wichtigen Wasserstraße ein. Sein weiterer Schwerpunkt war in der bis 1933 bestehenden Bezirksausgleichsstelle sein Bestreben, dass Oldenburger Betrieben in erheblichem Umfang öffentliche Aufträge zugeteilt wurden.
Nach dem Ende des Zweiten Weltkriegs verhandelte Hadeler mit der Britischen Militärregierung und erreichte, dass die Oldenburgische Industrie- und Handelskammer als eine der ersten in den Westzonen nach demokratischen Grundsätzen neu gegründet werden konnte.
Hadeler war daneben Mitglied des Verwaltungsausschusses und des Spruchausschusses des Arbeitsamts Oldenburg und des Berufungsausschusses des Landesarbeitsamts Niedersachsen sowie des Landes-Eisenbahnrats in Hannover. Er war auch an der gemeinsamen Arbeit der Kammern im Deutschen Industrie- und Handelstag in Bonn und in der seit 1925 existierenden Vereinigung der Niedersächsischen Industrie- und Handelskammern aktiv beteiligt.

## Ehrungen
Am 11. Januar 1961, dem Tag seiner Verabschiedung, erhielt Hadeler für seine Verdienste das Bundesverdienstkreuz 1. Klasse.

## Werk
- Die wirtschaftliche Entwicklung und Bedeutung von Industrie und Handel im Oldenburger Lande. Siegen. 1924.